# Alloscelus hirticomus
Alloscelus hirticomus är en skalbaggsart som beskrevs av D'orbigny 1913. Alloscelus hirticomus ingår i släktet Alloscelus och familjen bladhorningar. Inga underarter finns listade i Catalogue of Life.